# غابرييل لييس
غابرييل لييس (بالإسبانية: Gabriel Leyes)‏ هو لاعب كرة قدم أوروغواياني في مركز الهجوم، ولد في 29 مايو 1990 في بايساندو في الأوروغواي. لعب مع أليانزا ليما وبنيارول وريفر بليت.

## وصلات خارجية
- غابرييل لييس على موقع إي إس بي إن إف سي (الإنجليزية)
- غابرييل لييس على موقع قاعدة بيانات كرة القدم.إي يو (الإنجليزية)
- غابرييل لييس على موقع Soccerway.com (الإنجليزية)